# BG Dorsten
Die BG (Basketball-Gemeinschaft) Dorsten ist ein deutscher Basketballverein in Dorsten in Nordrhein-Westfalen im Kreis Recklinghausen.

## Geschichte
Den Ursprung hat die BG Dorsten als Abteilung des BVH Dorsten. Der Lehrer Engelbert Sanders gründete die Basketballabteilung am 3. Mai 1966. Ab August 1969 gab es auch Basketball im weiblichen Bereich. Im Jahr 1971 wurde Bruno Kemper der erste WBV Auswahlspieler des Vereins. 1974 stiegen sowohl die Damen als auch die Herren in die Oberliga auf. Die Sporthalle Juliusstraße wurde mit einem Spiel gegen den deutschen Meister SSV Hagen eröffnet.
1975 stiegen die Damen und die Herren in die Regionalliga auf. Annette Berndt wurde Jugendnationalspielerin. 1976 stiegen die Damen mit ausschließlich Dorstener Spielerinnen in die Bundesliga auf. Annette Berndt wurde in die Damen-Nationalmannschaft berufen. Die Basketballabteilung feierte ihr zehnjähriges Bestehen. Die Damen spielten gegen den deutschen Meister BG Düsseldorf, die Herren gegen den deutschen Meister TuS 04 Leverkusen.

## Die BG
Am 10. März 1978 wurde die Basketball-Gemeinschaft Dorsten gegründet. In diesem Jahr fand auch ein Herrenländerspiel gegen Syrien in Dorsten statt. Die Damen stiegen 1979 aus der Bundesliga ab, ein Jahr später gelang der direkte Wiederaufstieg. 1981 schlossen die Damen mit einem 5. Platz in der Bundesliga ab. Am 12. April 1981 spielte die Damennationalmannschaft mit Annette Berndt gegen Ungarn in Holsterhausen. Die Herren holten den Pokal des Westdeutschen Basketball-Verbandes mit einem 76:74 Endspielsieg gegen TuS Herten. 1982 und 1983 beendeten die Damen jeweils auf dem 5. Tabellenplatz in der Bundesliga. 1983 wurde die Damenbundesliga eingleisig und die BG verpasste die Qualifikation.
Die Herren stiegen aus der Regionalliga ab und starteten einen Neuaufbau in der Landesliga. 1984–1986 erreichten die Damen Platz 2–4 in der 2. Bundesliga Nord. Mit Marlies Askamp erlernte eine der erfolgreichsten deutschen Basketballerinnen Deutschlands das Basketballspielen bei der BG Dorsten. Sie wurde mehrfache Basketballerin des Jahres, mehrfache deutsche Meisterin und spielte in der amerikanischen Profiliga WNBA.
1988–1989 belegten die Damen Platz 3–4 in der 2. Bundesliga Nord. Die Herren stiegen in die Oberliga auf. 1991 feierte Dorsten das 25-jährige Vereinsjubiläum. Es folgte der Neubau und die Einweihung des Clubheims in der Juliusstraße. Das WBV Mini-Festival fand in Dorsten statt, und 1993–1996 beendeten die Damen mit Platz 4–6 in der 2. Bundesliga Nord. Die Herren stiegen 1997 in die 2. Regionalliga auf. 1998 fand ein Damenspiel gegen die senegalesische Nationalmannschaft statt. Im Jahr 2000 stiegen die Herren in die 1. Regionalliga auf. Vereinsgründer Engelbert Sanders konnte nach 34 Jahren als Vorsitzender aus gesundheitlichen Gründen nicht mehr antreten. Im Juli 2021 zog sich Alois Buschmann aus der Vereinsarbeit zurück, der in den vorherigen 50 Jahren als Spieler und Trainer für die BG tätig gewesen war.

### Erfolge der Damen (2001–2007)
- 2001 steigen die Damen in die 1. Bundesliga auf.
- 2002 beenden die Damen als 3. die Bundesligasaison. Die weibliche u20 wird deutscher Vizemeister.
- 2003 nimmt die BG Dorsten erstmals am Europapokal teil und wird Vizepokalsieger. Die Bundesligasaison beenden die Damen mit einem 3. Platz. Die weibliche u20 wird deutscher Meister.
- 2004 starten die Damen wieder im Europapokal und gewinnen den deutschen Pokal. In der Bundesliga werden sie Vizemeister.
- 2005 erreicht die BG das Achtelfinale im Europapokal und werden 3. in der Bundesliga.
- 2006 spielt Dorsten erneut Europapokal, erreicht das Top 4 im deutschen Pokal und wird Vizemeister.
- 2007 spielen die Damen wieder Europapokal, erreichen erneut das Top 4 im deutschen Pokal und werden erneut Vizemeister.

### Neubeginn (ab 2008)
Am Ende der Saison zog sich die BG Dorsten aus der 1. Bundesliga zurück und trat 2008 in der Oberliga an. Die Damen und Herren stiegen in die 1. Regionalliga auf, 2009 kamen die Damen in die 2. Bundesliga Nord.

#### Saison 2010/11
2011 stiegen die Herren unter Trainer Alois Buschmann in die 2. Bundesliga Pro B Nord auf. Sie profitierten dabei als zweitplatzierte Mannschaft der 1. Regionalliga West vom Aufstiegsverzicht der SG Sechtem. Die Damen stiegen in die Regionalliga ab.

#### Saison 2011/12
Zur Saison 2011/12 übernahm Torsten Schierenbeck das Traineramt der Herrenmannschaft von Buschmann. Die Mannschaft erreichte am Ende den 6. Platz in der 2. Bundesliga Pro B Nord, was trotz vieler Verletzungen und nur wenigen zweitligaerfahrenen Spielern gelang. Die BG setzte dabei auf sieben Spieler des eigenen Nachwuchses. In der ersten Play-off-Runde schied die BG Dorsten gegen die Uni Riesen Leipzig aus. Der knappen 82:85-Hinspielniederlage in Leipzig folgte eine 67:74-Heimniederlage und das Saisonende. Die neuformierte Damenmannschaft belegte den zehnten Platz in der 1. Regionalliga.

#### Saison 2012/13
Die Herren fanden sich in der Saison 2012/2013 im unteren Bereich der Tabelle wieder und mussten nach Ende der regulären Saison in die Abstiegsrunde, um dort den möglichen Klassenerhalt zu schaffen. Nach dem letzten Spieltag der Abstiegsrunde stand der Abstieg der Herrenmannschaft zurück in die 1. Regionalliga fest. Trainer Schierenbeck verließ den Verein nach der Saison.

#### Saison 2013/14
Die Herren starteten mit einer neuformierten Mannschaft unter der Leitung von Trainer Ivan Rosic in die neue Saison der 1. Regionalliga.

#### Saison 2015/16
Nachdem sich auf einer Informationsveranstaltung im Januar 2016 eine Mehrheit der Teilnehmer für eine Fusion der BG mit dem BSV Wulfen aussprach, wurden die Pläne konkretisiert und im Mai 2016 ein entsprechendes Arbeitsgremium gebildet.

#### Saison 2016/17
Im November 2016 platzte die angedachte Fusion mit dem BSV Wulfen, als die BSV-Mitglieder auf einer Vereinsversammlung mehrheitlich gegen die dazu notwendige Satzungsänderung stimmten.
Die Saison wurde in der 1. Regionalliga West auf dem sechsten Tabellenplatz beendet. Die Zusammenarbeit zwischen der BG und Trainer Rosic wurde nach Saisonschluss nicht weitergeführt, Nachfolger wurde Besart Kelmendi, der zuvor Dorstens Damenmannschaft trainierte. Schon 2013 hatte Kelmendi der BG bereits seine Zusage gegeben, als Herrentrainer zu fungieren, musste diese damals aus beruflichen Gründen aber wieder zurückziehen.

#### Saison 2017/18
Mitte Oktober 2017 kam es zur Trennung von Thomas Herrmann, dem Sportlichen Leiter der Herrenmannschaft, der das Amt vor der Saison wieder übernommen hatte. Als Grund wurde genannt, dass „die Auffassungen des Dorstener Vorstandes zur Zusammensetzung des Kaders der Regionalliga-Herren sich nicht mehr mit seiner vereinbaren ließen.“ Im November 2017 wurde Cheftrainer Kelmendi aufgrund des schwachen Saisonbeginns seines Amtes enthoben, als Nachfolger wurde Franjo Lukenda eingesetzt.

#### Saison 2018/19
Die Herrenmannschaft von Trainer Lukenda schloss das Spieljahr in der 1. Regionalliga auf dem fünften Tabellenplatz ab. Überragender BG-Spieler der Saison war der US-Amerikaner Emeka Nwabuzor, der im Schnitt 22,2 Punkte je Begegnung erzielte und damit bester Korbschütze der Mannschaft war. Zudem kam er auf weitere Mittelwerte von 8,2 Rebounds, 5,6 Korbvorlagen und 2,4 Ballgewinne. Im April 2019 gewannen die BG-Herren den WBV-Pokal. Zuletzt war dies einer Dorstener Mannschaft 1982 gelungen.

#### Saison 2019/20
Die weiterhin von Franjo Lukenda betreute Herrenmannschaft schloss die wegen der Ausbreitung des Coronavirus SARS-CoV-2 Mitte März 2020 abgebrochenen Spielzeit in der 1. Regionalliga als Tabellenzwölfter und damit auf dem drittletzten Platz ab. Erfolgreichster Korbschütze der BG war der US-Amerikaner Adam Pickett mit einem Punkteschnitt von 24,5 pro Begegnung.

#### Seit 2021
Die Herren der BG Dorsten belegten in der Abschlusstabelle der 1. Regionalliga West den letzten Platz und stiegen ab. 2024 stieg die BG-Herren unter Trainer Franjo Lukenda als Meister der 2. Regionalliga wieder in die 1. Regionalliga West auf.